# Онкогастроэнтерология
Онкогастроэнтерология — раздел медицины, находящийся на стыке онкологии, гастроэнтерологии и гепатологии и изучающий доброкачественные и злокачественные опухоли желудочно-кишечного тракта (пищевода, желудка, двенадцатиперстной, тонкой и толстой кишки, поджелудочной железы, печени, желчного пузыря и желчных путей), их этиологию и патогенез, методы их профилактики, диагностики и лечения (хирургического, лучевого и химиотерапевтического).
К предмету ведения онкогастроэнтерологии относятся рак пищевода, рак желудка, рак поджелудочной железы, рак тонкой кишки, злокачественные новообразования толстой кишки. Иногда к предмету ведения онкогастроэнтерологии относят также рак печени и злокачественные новообразования, происходящие из желчных путей (холангиокарциному).